# Fatumerin (Ort)
Fatumerin (Fatumering) ist eine osttimoresische Siedlung im Suco Manucassa (Verwaltungsamt Lequidoe, Gemeinde Aileu).

## Geographie und Einrichtungen
Das Dorf Fatumerin liegt im Zentrum der Aldeia Fatumerin, in einer Meereshöhe von 1326 m. Es befindet sich an der Straße, die den Suco Manucassa von Namolesso kommend nach Fahisoi durchquert. Entlang der Straße reiht sich die Hauptbesiedlung der Aldeia auf. Südlich des Dorfes Fatumerin schließt sich gleich das Dorf Rematu an. Weitere Weiler und Siedlungen liegen nördlich bis hinauf an die Grenze des Sucos.
Im Ort Fatumerin befinden sich eine Grundschule und der Sitz des Sucos.